# نويماركت-زانكت فايت
نويمارك زنكت فايت (بالألمانية: Neumarkt-Sankt Veit) هي بلدة ألمانية تقع في ألمانيا في مولدورف. يقدر عدد سكانها بـ 6,193 نسمة .

## المدن التوأمة
مدينة كانيفا هي مدينة توأمة لـنويمارك زنكت فايت.

## أعلام
- فرانز أكرمان